# Liste des monnaies locales et complémentaires en Suisse
Cet article propose une liste des monnaies locales et complémentaires disponibles en Suisse.

## Cadre légal
En Suisse la monnaie est régie par l'article 99 de la constitution fédérale qui stipule que la monnaie relève de la compétence exclusive de la Confédération. Aucune législation particulière ne régule les monnaies alternatives. La BNS les considère comme marginales. Elles sont donc simplement tolérées tant qu'elles n'entrent pas en compétition avec le franc suisse.

## Liste
- Le franc WIR, créé en 1934, système monétaire en circuit fermé entre entreprises, disponible dans toute la Suisse[2]
- Le chèque Reka, créé en 1934, chèque vacances, disponible dans toute la Suisse[2]
- Le NetzBon (de), 2006, monnaie locale, Bâle (BS) [2],[3]
- Le Léman, 2015, monnaie locale, arc lémanique (GE, VD)[4]
- Le Farinet, 2017-2019, monnaie locale, Valais (VS) [5]
- Le 20 Val, 2017, monnaie locale, Val-de-Travers (NE)[2]
- L'EPI, 2017, monnaie locale, Gros-de-Vaud (VD), Pied du Jura [2]
- Le Ticinocoin, monnaie locale numérique, Tessin (TI)[6]
- Le Dragon, 2017, monnaie locale, Fribourg (FR)
- La Grue, 2018, monnaie locale, la Gruyère (FR)[7].
- L'Abeille, 2019, monnaie locale, la Chaux-de-Fonds (NE)